# Friedrich Wilhelm Fritzsche

Friedrich Wilhelm Fritzsche

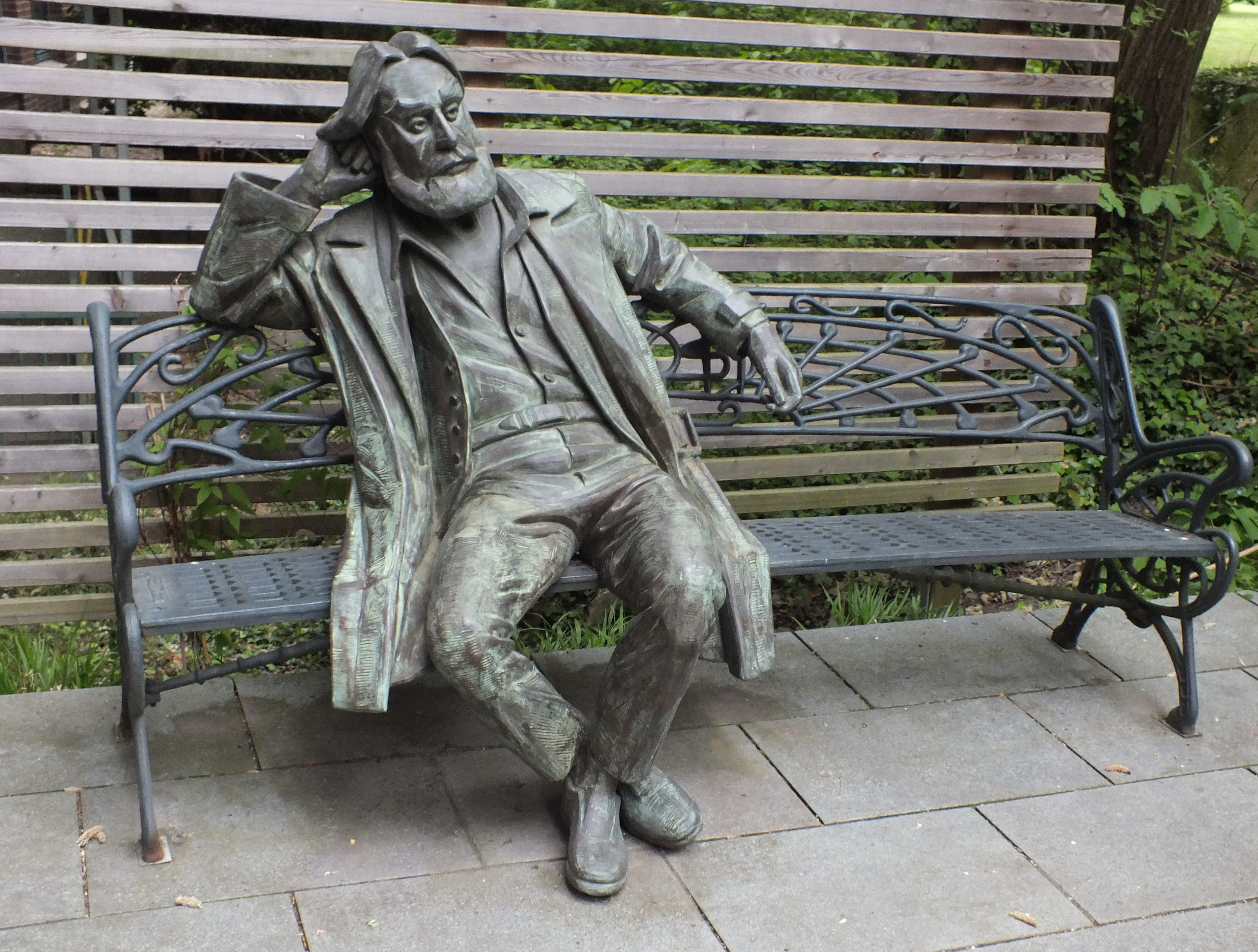
Friedrich Wilhelm Fritzsche Bronzeplastik von Carsten Eggers im Hof der Hauptverwaltung der Gewerkschaft NGG

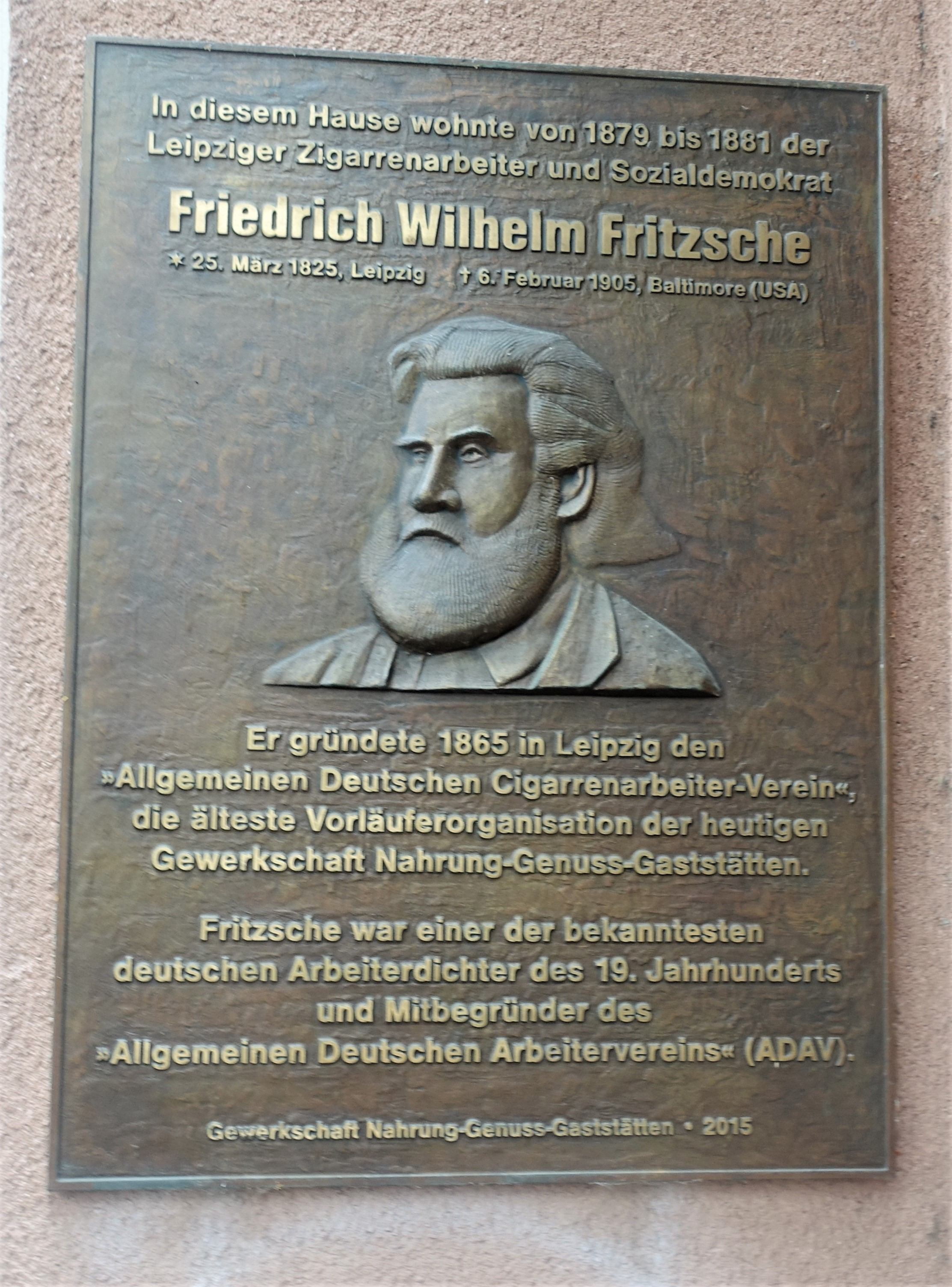
Gedenktafel in Leipzig Karl-Liebknecht-Straße 62

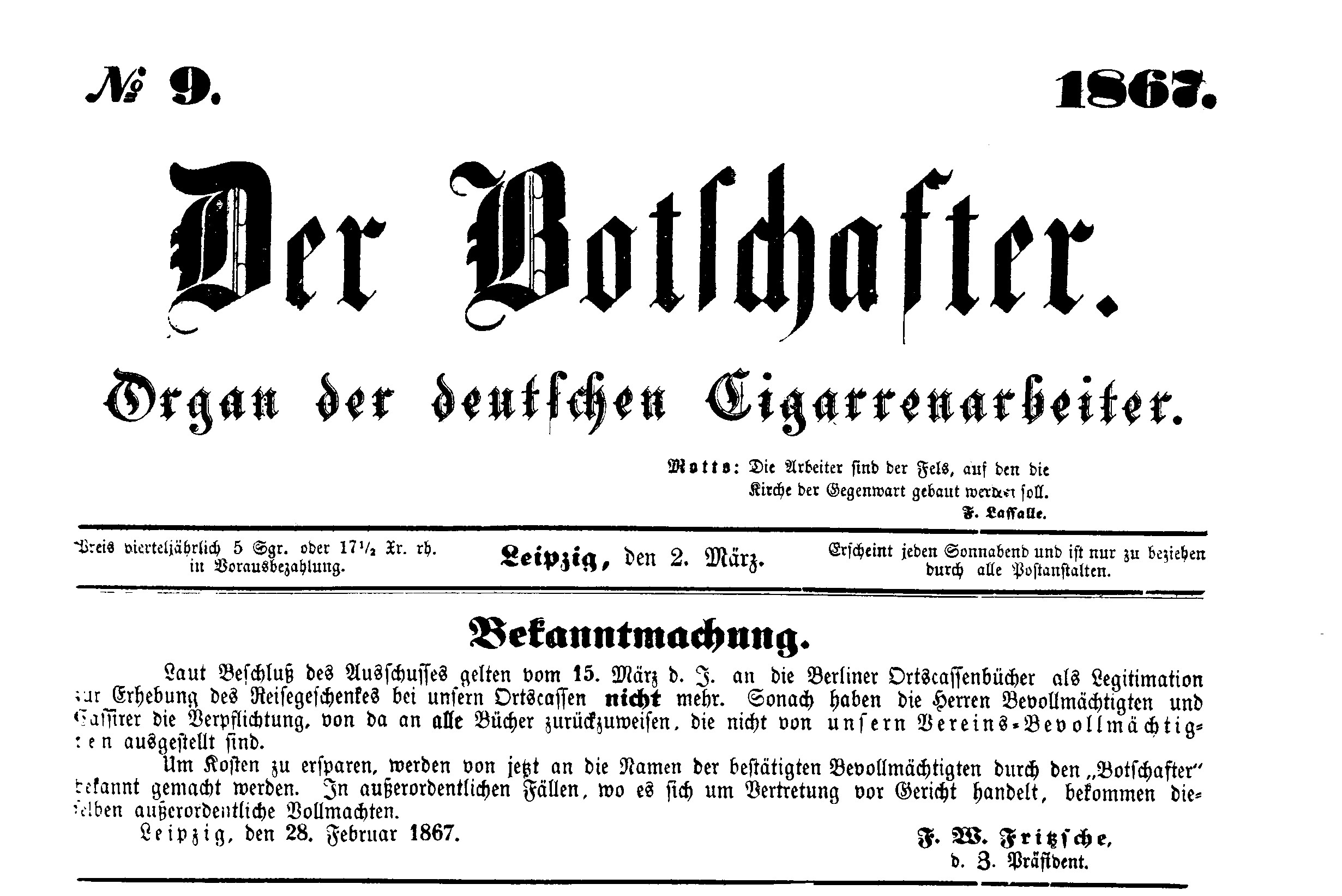
„Der Botschafter“ Organ der Zigarrenarbeiter.
Verleger und Redakteur war Friedrich
Wilhelm Fritzsche

Friedrich Wilhelm Fritzsche (Pseudonym F. W. Dornbusch; * 27. März 1825 in Leipzig; † 5. Februar 1905 in Philadelphia [USA]) war ein sozialdemokratischer Politiker, Lyriker und Gewerkschafter.

## Leben
Fritzsche war der uneheliche Sohn der Leipzigerin Johanna Dorethea Sperhake und des Berliner Schuhmachergesellen Wilhelm Fritzsche. Seinen leiblichen Vater hat Fritzsche nie kennengelernt. Er besuchte nur zeitweise die Armenschule, da er schon als Kind in einer Fabrik arbeiten musste und Jahre krank war. Ab 1834 war er Zigarrenarbeiter und unternahm ähnlich wie ein Handwerksgeselle eine Wanderschaft durch Deutschland, die Schweiz, Frankreich und Italien. In dieser Zeit kam er in Kontakt mit den utopisch-sozialistischen Ideen von Wilhelm Weitling. Auch arbeitete er zeitweise in der kleinen Zigarrenfabrik des späteren Revolutionärs Johann Philipp Becker. Anschließend arbeitete er bis 1865 als Zigarrenarbeiter. Er heiratete und hatte mit seiner Frau zwei Kinder.
Im Jahr 1848 war er Mitglied der Allgemeinen Deutschen Arbeiterverbrüderung und des schleswig-holsteinischen Freikorps und kämpfte gegen die dänische Herrschaft. Außerdem war Mitglied des Zigarrenmachervereins in Leipzig. Im Mai 1849 nahm er aktiv an den Barrikadenkämpfen in Dresden teil, wurde anschließend verhaftet und saß etwa ein Jahr in Untersuchungshaft. In den Jahren 1861/62 war er Mitglied des Gewerblichen Bildungsvereins in Leipzig. Er gehörte zu denjenigen Arbeitern, die sich bald für eine Trennung von dem liberalen Verein aussprachen. Aus diesen Überlegungen ging ein Jahr später des Arbeitervereins Vorwärts in Leipzig hervor. Aus diesem Verein ging das Central-Comitee zur Berufung eines Allgemeinen Deutschen Arbeiter-Congresses hervor, an dem Fritzsche führend beteiligt war. Fritzsche, Julius Vahlteich und Otto Dammer unterzeichneten am 4. Dezember 1862 ein Schreiben an Ferdinand Lassalle, mit dem sie diesen aufforderten, die Führung der Arbeiterschaft zu übernehmen. Lassalle antwortete dies mit dem offenen Antwortschreiben. Diese Entwicklung führte zur Gründung des Allgemeinen Deutschen Arbeitervereins (ADAV) am 23. Mai 1863 im Leipziger Pantheon. Fritzsche gehörte bis 1865 dem zentralen Vereinsvorstand an. Im Jahr 1865 wurde er Bevollmächtigter des ADAV für Leipzig.

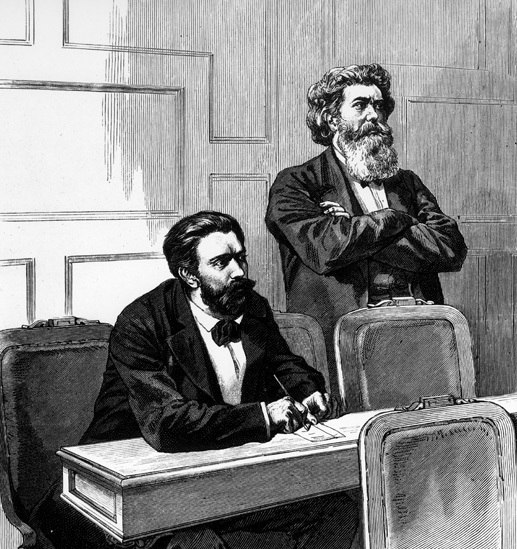
August Bebel (links, sitzend) und Friedrich Wilhelm Fritzsche während der Rede Otto von Bismarcks zum Sozialistengesetz im Deutschen Reichstag (Holzschnitt nach einer Zeichnung von Georg Koch)

Ebenso wichtig wie die politische Arbeit war für Fritzsche die gewerkschaftliche Organisation. Nach dem Zerfall der während der Revolution entstandenen Tabakarbeitergewerkschaft bemühte er sich ab 1858 um einen Neuaufbau der Organisation. Dies führte 1865 zur Gründung des Allgemeinen Deutschen Cigarrenarbeiter-Vereins ebenfalls in Leipzig im Pantheon als erste zentral organisierte Gewerkschaft in Deutschland. Seine Nachfolgeorganisation, die Gewerkschaft Nahrung-Genuss-Gaststätten gilt deshalb heute als älteste deutsche Gewerkschaft.
In den Jahren 1865 bis 1878 war Fritzsche Geschäftsführer und später Vorsitzender des Vereins der später Allgemeiner Zigarren- und Tabakarbeiterverein (1869–1872) und Deutscher Tabakarbeiterverbandes hieß. Der Verband hatte 1868 immerhin 10.000 Mitglieder. Daneben war er Verleger und Redakteur des Verbandsorgans Der Botschafter, der ersten deutschen Gewerkschaftszeitung. Nach dem Verbot der Zeitung und der Ausweisung aus Berlin gründete er 1879 die Zeitung Der Wanderer. Außerdem gehörte er als Vizepräsident zu den Mitbegründern des dem ADAV nahestehenden gewerkschaftlichen Dachverbandes Allgemeiner Deutscher Arbeiterschaftsverband.
Fritzsche betonte, dass die Gewerkschaft neben der politischen Organisation prinzipiell gleichberechtigt sein müsse. Dies führte zu heftigen Konflikten mit dem zentralistisch ausgerichteten ADAV und einer zeitweiligen Entfremdung von der Partei. Innerhalb der Gewerkschaftsorganisation war eine vorübergehende Spaltung die Folge, die erst 1874 überwunden werden konnte. Damit kam es auch zu einer Wiederannäherung Fritzsches an die Partei, allerdings stand er ebenfalls in Kontakt mit der konkurrierenden Sozialdemokratischen Arbeiterpartei von August Bebel und Wilhelm Liebknecht. Da er selbst gewissermaßen zwischen den Fronten stand, gehörte Fritzsche folgerichtig zu denjenigen, die sich vehement für die Vereinigung der beiden Arbeiterparteien aussprachen, die 1875 in Gotha mit der Konstituierung der Sozialistischen Arbeiterpartei Deutschlands den auch erfolgte. Fritzsche wurde Mitglied im zentralen SAPD-Parteiausschuss und war in den 1870er Jahren ein temporärer Anhänger von Eugen Dühring.
Im Jahr 1868 wurde Fritzsche erstmals noch als gemeinsamer Kandidat von ADAV und SDAP in den Reichstag des Norddeutschen Bundes (Wahlkreis Düsseldorf I – Lennep-Mettmann) gewählt. Bei den Reichstagswahlen 1877 und 1878 wurde er im Wahlkreis Berlin 4 (Luisenstadt jenseits des Kanals, Stralauer Vorstadt, Königsstadt-Ost) gewählt und gehörte dem Reichstag des Kaiserreichs bis 1881 als Abgeordneter an. Nach Inkrafttreten des Sozialistengesetzes wurde der Tabakarbeiterverband verboten und Fritzsche aus Berlin ausgewiesen. Zur Geldsammlung für die nun illegale sozialdemokratische Partei fuhr er 1881 zusammen mit Louis Viereck in die USA und kam mit beachtlichen 30.000 Mark wieder zurück. Er fuhr aber noch im selben Jahr zusammen mit seiner Familie auf Dauer in die Vereinigten Staaten zurück, da er in Deutschland keine Zukunft mehr sah. In Philadelphia betrieb er zunächst ein Gasthaus, organisierte daneben aber auch die Vereinigten Deutschen Gewerkschaften Philadelphia. Mitte der 1880er Jahre war Fritzsche Vorsitzender der vereinigten vier (sprachlichen) Sektionen der Sozialistischen Arbeiterpartei Nordamerikas. Zur Finanzierung seines Lebensabends setzten ihm die deutschen Gewerkschaften später eine monatliche Rente von 20 Dollar aus, für die er die Bibliothek zu verwalten und andere organisatorische Arbeiten zu erledigen hatte.

## Lyrik
Fritzsche ist ein Lyriker, der seine Versformen in Ton und Rhythmus sehr sorgfältig an seine Themen und den Charakter seiner oft balladesken, häufig erzählerischen Gedichte anpasst. Eines seiner kurzen sozial-politischen Gedichte aus dem Titel „Blut-Rosen“ ist der Freiheitsdrang.
Freiheitsdrang
Gebiete nur, Despot, der Lerche, sie soll singen

Empfindsam, liebegirrend gleich der Nachtigall;

Sie lässt, trotz alldem, ihr Freiheitslied erklingen,

Frisch, frohgemutet, frei, mit lautem Jubelschall.

Sperr‘ in den Käfig sie, raub‘ ihr der Augen Licht,

D i e Sängerin beugt ew’ge Nacht und Kerker nicht;

Sie schmettert kräft’ger nur in’s Herz dir hinein

Der Freiheit Sang, dass dir erzittern Mark und Bein.

## Werke
- Gewichts-Reductions-Tabellen zur Verwandlung des bisherigen Preussischen Handelsgewichts sowie des Wiener, des Hamburger, des Englischen und des Russischen Handelsgewichts in neues Preussisches oder Zollgewicht und umgekehrt ausgearbeitet von F. Dornbusch. Franz Duncker, Berlin 1858 (online)
- Der Botschafter . Organ für die Tabak-Arbeiter Deutschlands. Hrsg. vom Deutschen Tabakarbeiterverein. Sturm & Koppe, Berlin (April 1866 bis Januar 1879) (Teilreprint 1867–1871: Gewerkschaft, Nahrung, Genuß, Gaststätten, Hamburg 1990, ISBN 978-3-922454-29-8)
- Die sociale Selbsthülfe nach der Lehre Ferdinand Lassalle's. Ein Beitrag zur Klärung der öffentlichen Meinung. 2. Auflage. Selbstverlag, Leipzig 1867.
- F. W. Dornbusch: Blut-Rosen. Zürich 1876.
  - Blut-Rosen. Sozial-politische Gedichte. 2. Auflage. G. W. Kern & Co., Baltimore Md. 1890.
- Friedrich Wilhelm Fritzsche: Blut-Rosen. Hamburg 2021.
  - Blut-Rosen. Sozial-politische Gedichte. Neue Ausgabe. Herausgegeben mit einer Einleitung von Armin Peter, Books on Demand, Norderstedt 2021, ISBN 978-3-7557-3789-6
- Des Morgens erste Röte. Frühe sozialistische deutsche Literatur 1860–1918. Hrsg. v. Zentralinstitut für Literaturgeschichte der AdW der DDR. Auswahl v. Norbert Rothe u. Ursula Münchow. Mit einem Nachwort von Ursula Münchow. Reclam, Leipzig 1982. Hrsg.:  Willy